# Columbia Pictures

Das Logo von Columbia Pictures

Columbia Pictures Industries, Inc. ist eine US-amerikanische Film- und TV-Produktionsfirma und Teil der Sony Pictures Motion Picture Group, welche wiederum zu Sony Pictures Entertainment gehört und ursprünglich zu den sogenannten „Majors“, den fünf größten Filmunternehmen in den Vereinigten Staaten, gehörte (neben Warner Bros., Walt Disney Motion Pictures Group, Paramount Pictures und Universal Pictures), bevor Columbia Pictures von Sony im Jahr 1989 gekauft wurde und Sony Pictures Entertainment Teil der „Majors“ wurde.

## Geschichte

### Vorgeschichte
1919 gründeten die Brüder Jack und Harry Cohn gemeinsam mit dem befreundeten Anwalt Joe Brandt in New York die Cohn-Brandt-Cohn Film Sales Corporation (CBC). Brandt war Präsident und kümmerte sich zusammen mit Jack Cohn in New York um Umsatz, Werbung und Verleih, während Harry Cohn in Hollywood die Filmproduktion überwachte. Er mietete Räume in einem Poverty Row Studio, abseits vom Sunset Boulevard nahe Hollywoods Gower Street und produzierte mäßig erfolgreiche Low-Budget-Filme. Ihr erster Film war 1922 More To Be Pitied Than Scorned, ein Melodram mit J. Frank Glendon und Rosemary Theby.
Im Bemühen, das Image zu verbessern, wurde das Studio 1924 auf Bestreben von Harry Cohn in Anlehnung an Columbia als poetische Bezeichnung für die Vereinigten Staaten in Columbia Pictures Corporation umbenannt.

### Aufstieg 1924–1939
Columbias erster Präsident war Joe Brandt, der häufig zwischen den beiden stets kontroversen Cohn-Brüdern (beide Vizepräsidenten) vermitteln musste. 1932 zahlte Harry Cohn Brandt aus und führte das Unternehmen selbst. Columbia war das einzige Studio in Hollywood, in dem ein Produktionsleiter auch Präsident der Firma war. Daneben war es das einzige Studio, das von keiner Gesellschaft bei den Finanzen oder betriebspolitischen Entscheidungen beaufsichtigt wurde.
Auch mit dem neuen Namen und neu gemieteten Büros am Sunset Boulevard wurden in den Anfangsjahren überwiegend B-Movies herausgebracht. Columbias Aufstieg begann, als man den ehrgeizigen Regisseur Frank Capra für sich gewann. 1928 rettete er die Produktion des Films Submarine. Es war übrigens der erste Film mit Soundeffekten, dem 1929 Capras erster „richtiger“ Tonfilm folgte: The Donovan Affair.
Capra erwies sich als Columbias größter Gewinn, er erwarb sich großes Vertrauen bei den Eigentümern und bedrängte die Cohns wegen besseren Materials und höherer Investitionen. Capras Film Es geschah in einer Nacht (1934, orig. It Happened One Night) war der erste Film, der alle fünf Hauptoscars gewann: Bester Film, Bester Regisseur, Bester Schauspieler, Beste Schauspielerin und Bestes Drehbuch. Dieser Erfolg festigte Columbias Status als nun eines der bedeutendsten Studios Hollywoods.
Neben weiteren großen Filmen wie Lost Horizon (1937, deutscher Titel In den Fesseln von Shangri-La) und Mr. Smith Goes to Washington (1939), mit dem James Stewart seinen Durchbruch erlebte, produzierte Columbia auch viele Kurzfilme (Two-Reeler) unter anderem mit Buster Keaton, Charley Chase und Harry Langdon. 1937 begann man, erste Fortsetzungsgeschichten (Serials) herauszubringen. Die einzelnen Folgen, die meist mit „to be continued“ („wird fortgesetzt“) endeten, sollten Besucher Woche für Woche in die Kinos locken. Nach Jungle Menace (1937, 15 Episoden) folgten später unter anderem Batman (1943, 15 Episoden) und Superman (1948, 15 Episoden).

### 1940er Jahre
Der Wunsch nach Ablenkung und Unterhaltung in den Kriegs- und Nachkriegsjahren führte dazu, dass Hollywood seine reichste Dekade erlebte. Alle Studios florierten. Columbia, die bis dahin Stars wie Clark Gable oder Cary Grant nur ausgeliehen oder sich mit anderen Studios geteilt hatte, bemühte sich nun eigene Stars aufzubauen. Bereits seit 1937 hatten sie eine junge talentierte Tänzerin namens Margarita Cansino unter Vertrag. Nach ein paar unbedeutenden B-Filmen änderte diese ihren Namen zu Rita Hayworth und wurde Columbias erster Superstar. In dem Filmmusical Cover Girl (1944, deutscher Titel Es tanzt die Göttin oder auch Das Fräulein auf dem Titelblatt) kam an ihrer Seite Gene Kelly groß heraus. Und mit ihr in der Titelrolle wurde der Film Gilda 1946 zu einem der großen amerikanischen Film noirs.
Columbia hatte zuvor schon Zeichentrickfilme herausgebracht, aber im Prinzip nur fremde Produktionen vertrieben, unter anderem auch Walt Disneys Micky Maus. Zuletzt hatte man die Zeichentricks von Charles B. Mintz vertrieben (Krazy Kat, Color Rhapsody). 1940 übernahm Columbia das Studio von Mintz und nannte es in Screen Gems um. 1946 wurde das Trickfilmstudio jedoch geschlossen, nachdem die produzierten Schwarz-Weiß-Cartoons nur mäßigen Erfolg zeigten, abgesehen vielleicht von The Fox and The Crow.
Die Marke Screen Gems wurde 1948 wieder neu belebt, diesmal als Tochtergesellschaft von Columbia für den Fernsehbereich. Unter diesem Label wurden in den folgenden Jahren erfolgreiche Shows und TV-Serien produziert – Rin Tin Tin, Vater ist der Beste (orig. Father Knows Best), Bezaubernde Jeannie (orig. I Dream of Jeannie) und viele mehr.

### 1950er Jahre
In den Fünfzigern folgten einige große Filme wie Verdammt in alle Ewigkeit (1952, orig. From Here to Eternity, 8 Oscars) mit Burt Lancaster, Die Faust im Nacken (1954, orig. On The Waterfront, 8 Oscars) mit Marlon Brando und Die Brücke am Kwai (1957, orig. The Bridge on the River Kwai, 7 Oscars) mit Alec Guinness und William Holden.
Columbia profitierte davon, dass man in den Anfangsjahren darauf verzichtet hatte, eigene Filmtheater zu besitzen. So blieb die Gesellschaft, anders als die großen Konkurrenzunternehmen, von den massiven Verlusten der Kinoketten in jener Zeit verschont. Doch die zunehmende Konkurrenz durch das Fernsehen machte es auch für Columbia immer schwieriger, profitabel zu arbeiten. Nach dem Tod von Jack Cohn 1956 und Harry Cohn 1958 geriet Columbia zum ersten Mal in die Verlustzone. Abe Schneider und Leo Jaffe führten nun das Unternehmen.

### 1960er und 1970er Jahre

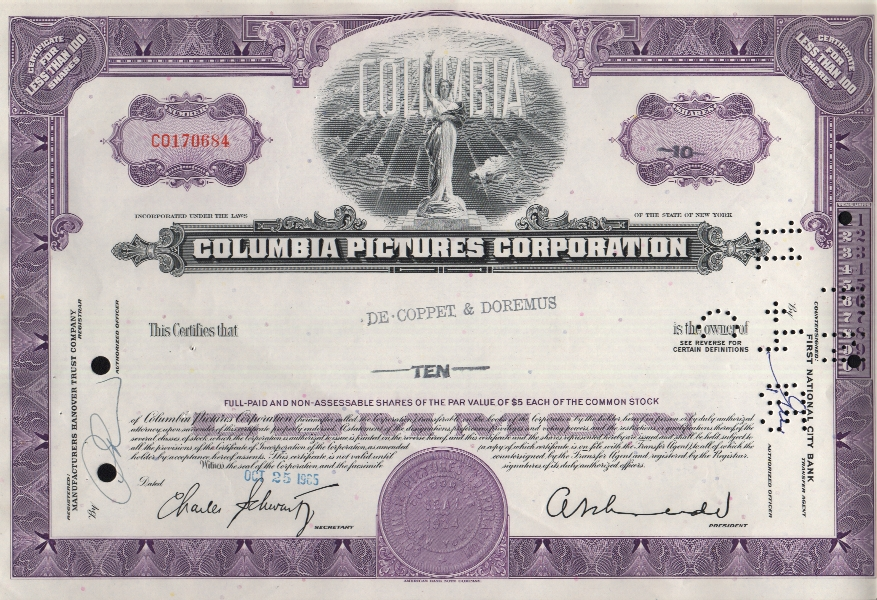
Aktie der Columbia Pictures Corporation (1965)

Alle großen Studios verloren langsam ihre Identität. Unabhängige Produzenten mieteten die Studiokapazitäten, brachten zumindest, wie die britische Produktion Lawrence von Arabien (1962) Geld und Ruhm ein und führten wohl dazu, dass Columbia 1965 eine Dependance in England eröffnete. Bedeutende britische Produktionen waren Ein Mann zu jeder Jahreszeit (1966, orig. A Man for All Seasons) und Georgy Girl (1966). Als dann einige kostspielige Flops folgten, wurde das Engagement in Großbritannien bereits 1969 wieder beendet.
1968 wurde Columbia umstrukturiert zu Columbia Pictures Industries Inc. und bezog ein Studiogelände bei Gower Street, Ecke Sunset Boulevard. (Lage) 1972 übernahm sie in einem Joint Venture mit Warner Communications die Burbank Studios.
Nach Erfolgen wie Easy Rider (1969) gab es aber eine Reihe von Fehlschlägen. 1973 stieg die Investmentbank Allen & Company Inc. ein, und unter neuem Management folgten erneut große Erfolge mit Shampoo (1975), Taxi Driver (1976), Steven Spielbergs Unheimliche Begegnung der dritten Art (1977, orig. Close Encounters of the Third Kind) und Kramer gegen Kramer (1979, orig. Kramer vs. Kramer).

### Übernahmen
1982 wurde die Firma von The Coca-Cola Company aufgekauft. Es kamen einige Blockbuster heraus wie Ghostbusters (1984), und 1988 erhielt der Film Der letzte Kaiser (1987, orig. The Last Emperor) alle 9 Oscars, für die er nominiert war. Aber schon 1989 löste sich Coca-Cola wieder aus dem Filmgeschäft und Columbia Pictures wurde zusammen mit Tri-Star Pictures und weiteren Entertainment-Beteiligungen der Coca-Cola Company durch die Sony Corporation of America aufgekauft.

TriStar Pictures Logo

Seit 1991 bildet Columbia Pictures den Kern von Sony Pictures Entertainment. Das Unternehmen wurde damals mit TriStar Pictures zur Columbia TriStar Motion Picture Group zusammengeschlossen, deren Vertretungen außerhalb der Vereinigten Staaten in der Regel den Namen Columbia TriStar Film bzw. Columbia TriStar Film Distributors International (CTFDI) tragen.
In den USA tritt das Unternehmen unverändert unter dem Namen Columbia Pictures auf, bildet allerdings nur noch ein Label von SPE. Die Fernsehsparte und die Home-Entertainment-Sparte trugen bis 2002 die Allianznamen Columbia TriStar Television (seit 2002 Sony Pictures Television) bzw. Columbia TriStar Home Entertainment (seit 2004 Sony Pictures Home Entertainment). Seit Ende 2004/Anfang 2005 wird der alte Allianzname Columbia TriStar weltweit konsequent durch Sony Pictures abgelöst.
Im September 2000 veröffentlichte Columbia TriStar Home Entertainment Anatomie, das erste Projekt der Deutsche Columbia Pictures Filmproduktion GmbH auf DVD.

## Logo
In den 1930er-Jahren stand angeblich die US-amerikanische Schauspielerin Evelyn Venable mit ihrem Aussehen Modell für die „Columbia Pictures-Frau“.